# Джеймс, Ричи
Ричард Рондел Джеймс-младший (англ. Richard Rhondel James Jr., 5 сентября 1995, Сарасота, Флорида) — игрок в американский футбол, выступающий на позиции уайд ресивера в клубе НФЛ «Сан-Франциско Фоти Найнерс».

## Биография
Ричи Джеймс родился 5 сентября 1995 года в Сарасоте, там же учился в школе Риверью. В составе школьной футбольной команды он играл на позициях принимающего и квотербека. В выпускной год он вошёл в состав сборной звёзд штата по версии газеты Orlando Sentinel. Также Джеймс занимался лёгкой атлетикой, принимал участие в чемпионате штата Флорида в беге на 400 метров и тройном прыжке. В 2014 году он поступил в университет штата Теннесси в городе Мерфрисборо.

### Любительская карьера
Сезон 2014 года Джеймс провёл в статусе освобождённого игрока, принимая участие только в тренировках. В чемпионате NCAA он дебютировал на второй год обучения, сыграв во всех тринадцати матчах команды и набрав 1 346 ярдов с восемью тачдаунами. По этому показателю он занял десятое место в I дивизионе NCAA. Ричи стал вторым игроком в истории университета, набравшим более 1 000 за один сезон. По итогам года он вошёл в число претендентов на награду Билетникофф Эворд лучшему ресиверу студенческого футбола и был включён в сборную звёзд конференции США.
В 2016 году Джеймс обновил рекорд университета, набрав 1 625 ярдов. Также он стал лидером среди всех принимающих I дивизиона NCAA по количеству проведённых на поле снэпов. По итогам чемпионата он второй раз вошёл в число претендентов на Билетникофф Эворд, а также назывался претендентом на Максвелл Эворд, вручаемую лучшему игроку года. В декабре 2016 года Ричи был признан Самым ценным игроком Гавайи Боула. 
Перед стартом сезона 2017 года Джеймс был выбран одним из капитанов команды. По его ходу он сначала травмировал лодыжку, а затем сломал ключицу. Из-за травм он смог сыграть только в пяти матчах чемпионата. После его завершения Ричи объявил о намерении выставить свою кандидатуру на драфт НФЛ. Всего за Миддл Теннесси он провёл 31 матч, в каждом из которых сделал как минимум один приём. Колледж он покинул в статусе рекордсмена по количеству приёмов мяча, набранных ярдов и тачдаунов.

#### Статистика выступлений в NCAA
| Сезон | Команда                    | Игры | Приём | Приём | Приём | Приём | Вынос | Вынос | Вынос | Вынос |
| Сезон | Команда                    | Игры | Rec   | Yds   | Y/A   | TD    | Att   | Yds   | Y/A   | TD    |
| ----- | -------------------------- | ---- | ----- | ----- | ----- | ----- | ----- | ----- | ----- | ----- |
| 2014  | Миддл Теннесси Блю Рэйдерс | 0    | 0     | 0     | 0,0   | 0     | 0     | 0     | 0,0   | 0     |
| 2015  | Миддл Теннесси Блю Рэйдерс | 13   | 107   | 1 334 | 12,5  | 8     | 13    | 158   | 12,2  | 1     |
| 2016  | Миддл Теннесси Блю Рэйдерс | 13   | 105   | 1 625 | 15,5  | 12    | 38    | 339   | 8,9   | 4     |
| 2017  | Миддл Теннесси Блю Рэйдерс | 5    | 31    | 290   | 9,4   | 3     | 10    | 57    | 5,7   | 0     |
| Всего | Всего                      | 31   | 243   | 3 249 | 13,4  | 23    | 61    | 554   | 9,1   | 5     |

### Профессиональная карьера
На драфте НФЛ 2018 года Джеймс был выбран «Сан-Франциско» в седьмом раунде под общим 240 номером. Комментируя решение клуба, аналитик сайта ESPN Мел Кайпер отметил важную роль игрока в нападении «Блю Рэйдерс» и его способность набирать большое количество ярдов после ловли мяча. Контракт с клубом Ричи подписал 5 мая.
По ходу дебютного сезона Джеймс адаптировался к игре на профессиональном уровне, отметившись в играх за команду 9 приёмами на 130 ярдов и тачдауном. Перед стартом регулярного чемпионата 2019 года он уверенно провёл предсезонные матчи и сумел закрепиться в ротации принимающих «Сан-Франциско». Он принял участие во всех шестнадцати играх, большую часть времени выходя в составе специальных команд как специалист по возвратам пантов и начальных ударов.
В июне 2020 года Джеймс получил травму запястья и выбыл из строя на два месяца. В состав команды он вернулся в начале сентября, но уже через две недели снова был переведён в список травмированных. Такое решение руководство Сан-Франциско приняло, чтобы освободить место в активном ростере для свободного агента Мохамеда Сану.  

#### Статистика выступлений в НФЛ

##### Регулярный чемпионат
| Сезон | Команда                    | Игры | Приём | Приём | Приём | Приём | Вынос | Вынос | Вынос | Вынос |
| Сезон | Команда                    | Игры | Rec   | Yds   | Y/A   | TD    | Att   | Yds   | Y/A   | TD    |
| ----- | -------------------------- | ---- | ----- | ----- | ----- | ----- | ----- | ----- | ----- | ----- |
| 2018  | Сан-Франциско Фоти Найнерс | 13   | 9     | 130   | 14,4  | 1     | 0     | 0     | 0,0   | 0     |
| 2019  | Сан-Франциско Фоти Найнерс | 16   | 6     | 165   | 27,5  | 1     | 2     | -1    | -0,5  | 0     |
| 2020  | Сан-Франциско Фоти Найнерс | 1    | 0     | 0     | 0,0   | 0     | 0     | 0     | 0,0   | 0     |
| Всего | Всего                      | 30   | 15    | 295   | 19,7  | 2     | 2     | -1    | -0,5  | 0     |

* На 29 сентября 2020 года

##### Плей-офф
| Сезон | Команда                    | Игры | Приём | Приём | Приём | Приём | Вынос | Вынос | Вынос | Вынос |
| Сезон | Команда                    | Игры | Rec   | Yds   | Y/A   | TD    | Att   | Yds   | Y/A   | TD    |
| ----- | -------------------------- | ---- | ----- | ----- | ----- | ----- | ----- | ----- | ----- | ----- |
| 2019  | Сан-Франциско Фоти Найнерс | 3    | 0     | 0     | 0,0   | 0     | 0     | 0     | 0,0   | 0     |
| Всего | Всего                      | 3    | 0     | 0     | 0,0   | 0     | 0     | 0     | 0,0   | 0     |